# 水戸市立大場小学校
水戸市立大場小学校（みとしりつ おおばしょうがっこう）は、茨城県水戸市大場町にある公立小学校。

## 沿革
- 1873年（明治6年）5月17日 - 東茨城郡大場村（現大場町）字高原、五上弥左ェ門氏宅に児童16人、教師3人で開校。大成小学校と称する。このとき、現大場小学区内の一村（東茨城郡下入野村、現下入野町）にも小学校が開校。
- 1880年（明治13年）4月1日 - 大場中等小学校と改称。児童52人、教師4人。
- 1889年（明治22年）4月11日 - 下入野小学校を統合。大場尋常小学校と改称する。児童67人、教師7人。
- 1893年（明治26年）12月 - 大字大場山崎（現大場町山崎地区）の現在地に移る。
- 1917年（大正6年）4月1日 - 大場尋常高等小学校と改称。児童162人、教師9人。
- 1931年（昭和16年）4月1日 - 国民学校令により、大場国民学校と改称。児童231人、教師12人。
- 1947年（昭和22年）4月1日 - 学制改革により東茨城郡大場村立大場小学校と改称。児童278人。
- 1955年（昭和30年）3月31日 - 東茨城郡下大野、稲荷、大場三村合併により東茨城郡常澄村誕生。翌日常澄村立大場小学校と改称する。
- 1965年（昭和40年）3月31日 - 当時最新鋭の鉄筋防音校舎落成。児童432名、教師18人。この年、児童増加のピークを迎える。

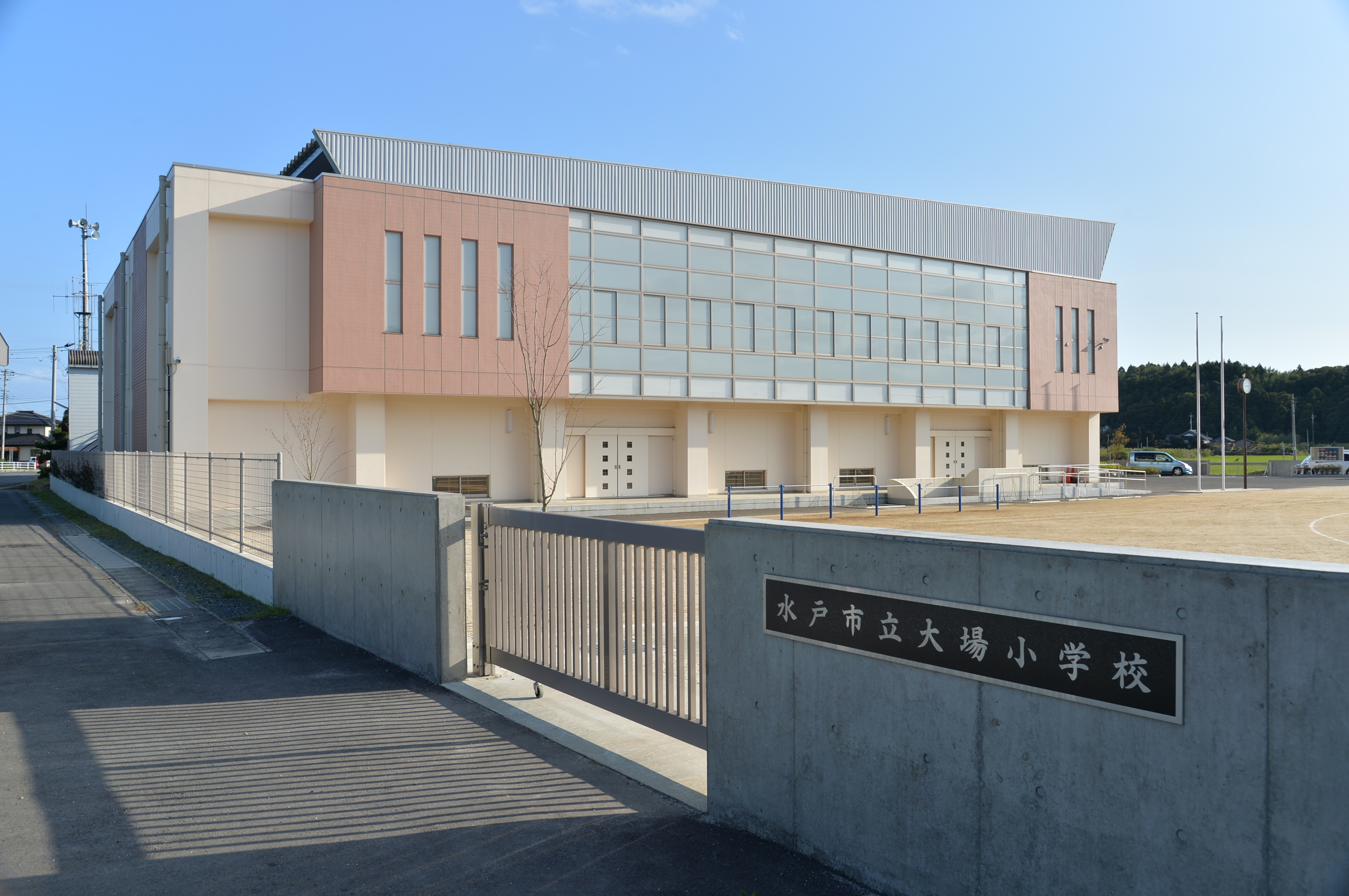
水戸市立大場小学校の屋内運動場

## グロトリアンピアノ
ドイツのピアノメーカーであるグロトリアン・シュタインヴェーク社が、1886年に製造したピアノが本校に保存・展示されている。